# Cryptophagus insulicola
Cryptophagus insulicola är en skalbaggsart som beskrevs av Jan Roubal 1919. Cryptophagus insulicola ingår i släktet Cryptophagus, och familjen fuktbaggar. Arten har ej påträffats i Sverige.